# Siège de Sébastopol (1941-1942)
Pour les articles homonymes, voir Siège de Sébastopol.
Pour des articles plus généraux, voir Campagne de Crimée (1941-1942) et Crimée pendant la Seconde Guerre mondiale.
Seconde Guerre mondiale
Batailles
Phase 1
- Brest-Litovsk
- Białystok–Minsk
- Pays baltes
- Raseiniai
- Brody
- Bessarabie et Bucovine du Nord
- Moguilev

Phase 2
- Smolensk
  - Roslavl-Novozybkov (en)
- Avance sur Léningrad

Phase 3
- Ouman
- Odessa
- 1re Kiev
- Tallinn
- Petrikovka (en)
- Ielnia
- Léningrad
- Mer d'Azov (en)

Phase 4
- 1re Kharkov
- Beowulf
- Donbass-Rostov (en)
- Briansk (en)
- 1re Crimée
  - Sébastopol
- Tikhvine
- 1re Rostov
- Gorki
- Moscou

Le siège de Sébastopol (du nom de code opération Störfang) est une bataille de la Seconde Guerre mondiale qui se déroula entre le 30 octobre 1941 et le 4 juillet 1942 entre les forces allemandes et soviétiques. L'enjeu était le port de Sébastopol qui était la principale base navale de la flotte de la mer Noire. Il résulte en une victoire allemande et la prise de la ville portuaire mais au prix de pertes importantes et d'une mobilisation de troupes pendant plusieurs mois qui feront défaut pour les autres offensives allemandes du sud du front de l'Est.

## Contexte historique

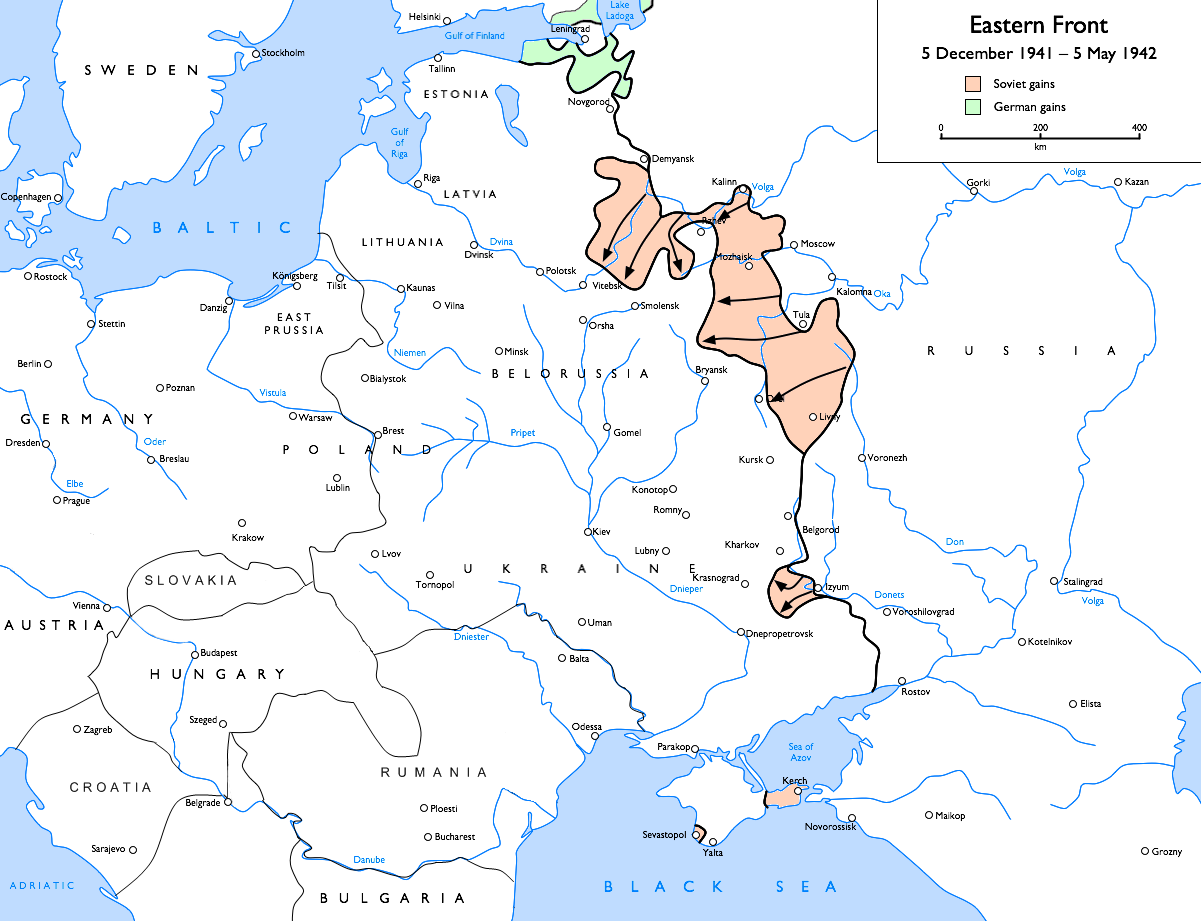
Situation sur le front au moment du siège de Sébastopol.

La base navale soviétique de Sébastopol était l'une des fortifications les plus solides au monde. Son site, profondément érodé, situé sur un promontoire calcaire à la pointe sud-ouest de la Crimée constituait une approche relativement difficile pour des forces terrestres. Les hautes falaises donnant sur la baie nord de Sébastopol (ru) rendaient un débarquement amphibie tout aussi dangereux. La marine soviétique avait construit sur ces défenses naturelles de lourdes défenses côtières. Le port était une cible stratégique pour les Allemands. Son importance comme base navale et aérienne potentielle permettrait à l'Axe de mener des opérations maritimes et aériennes contre des cibles soviétiques dans les montagnes ainsi que sur les ports du Caucase. L'armée de l'air soviétique utilisait la Crimée comme base pour attaquer des cibles en Roumanie dès juin 1941.
Depuis le début de l'opération Barbarossa, l'invasion allemande de l'Union soviétique, lancée en juin 1941, la Crimée ne représentait pas un objectif stratégique pour les Allemands. Celle-ci devant tomber une fois le gros de l'Armée rouge détruit sur le Dniepr. Mais en juin, les attaques par des avions soviétiques basés en Crimée contre les raffineries de pétrole de la Roumanie détruisent 11 000 tonnes de pétrole. Hitler décrit la Crimée comme un « porte-avions flottant » et ordonne sa conquête dans sa directive 33 du 23 juillet 1941.
À la fin octobre 1941, date à laquelle les Allemands s'apprêtent à lancer une offensive sur Sébastopol, l'armée du Littoral du général Ivan Iefimovitch Petrov, comprenant 32 000 hommes, arrive dans la ville par la mer depuis Odessa plus à l'ouest, cette dernière ayant été évacuée après d'importants combats. Ivan Iefimovitch Petrov prévoit de stopper la progression allemande sur Sébastopol en créant trois de lignes de défense dans les terres. Entre le 26 septembre et le 16 novembre, la 3e armée roumaine et la 11e armée allemande préparent leur attaque après s'être emparées du reste de la Crimée.

## Déroulement de la bataille

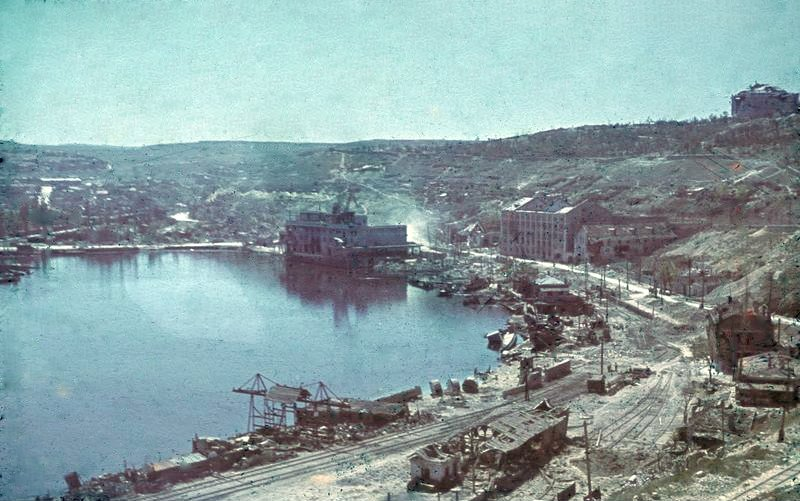
Le port de Sébastopol après la bataille, en juillet 1942.

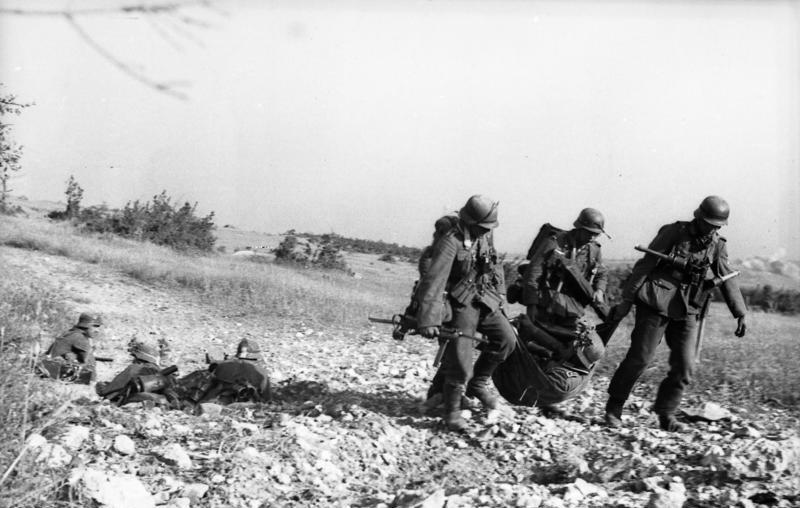
Évacuation d'un blessé allemand, 22 juillet 1942.

Le siège débute par des pilonnages massifs d'artillerie par la 11e armée allemande et Luftflotte 4 en juin 1942. Plus de 6 000 tonnes de bombes sont déversées par les bombardiers allemands sur la ville le 2 juin 1942. Ce fut l'occasion pour le mortier Karl (dit Karlgerät) d'effectuer son baptême du feu. Le bombardement terminé, les différents corps de la 11e armée lancent leur offensive le 7 juin.
Le 17, les Allemands s’emparent de plusieurs forts soviétiques (dont le fort Staline), ceci grâce notamment à l'emploi du canon d'assaut Sturmgeschütz III. Le corps de montagne roumain emporte succès sur succès et progresse vers l’ouest. Le 21 juin, les Allemands sont à bout de souffle mais les Soviétiques sont complètement désorganisés. Toutefois, l’armée du Littoral résiste toujours de plus en plus face aux Allemands. Le général Manstein procède alors à une opération audacieuse, infiltrer deux divisions allemandes dans le dos du dispositif soviétique. Son opération est un succès et les Allemands établirent de solides têtes de pont en moins de 10 min.
Le XXX Armeekorps perce la ligne du Sapoun le 29 juin, la garnison soviétique n’a plus d’autre choix que d’évacuer la ville avec les navires de la flotte de la mer Noire. Le 1er juillet, date de sa promotion, von Manstein ordonne l’assaut final, il est élevé à la dignité de Generalfeldmarschall.
Le 3 juillet, les lignes soviétiques sont percées. Le 9, les dernières poches de résistance soviétiques dans le sud de la ville cessent le combat.

## Conséquences

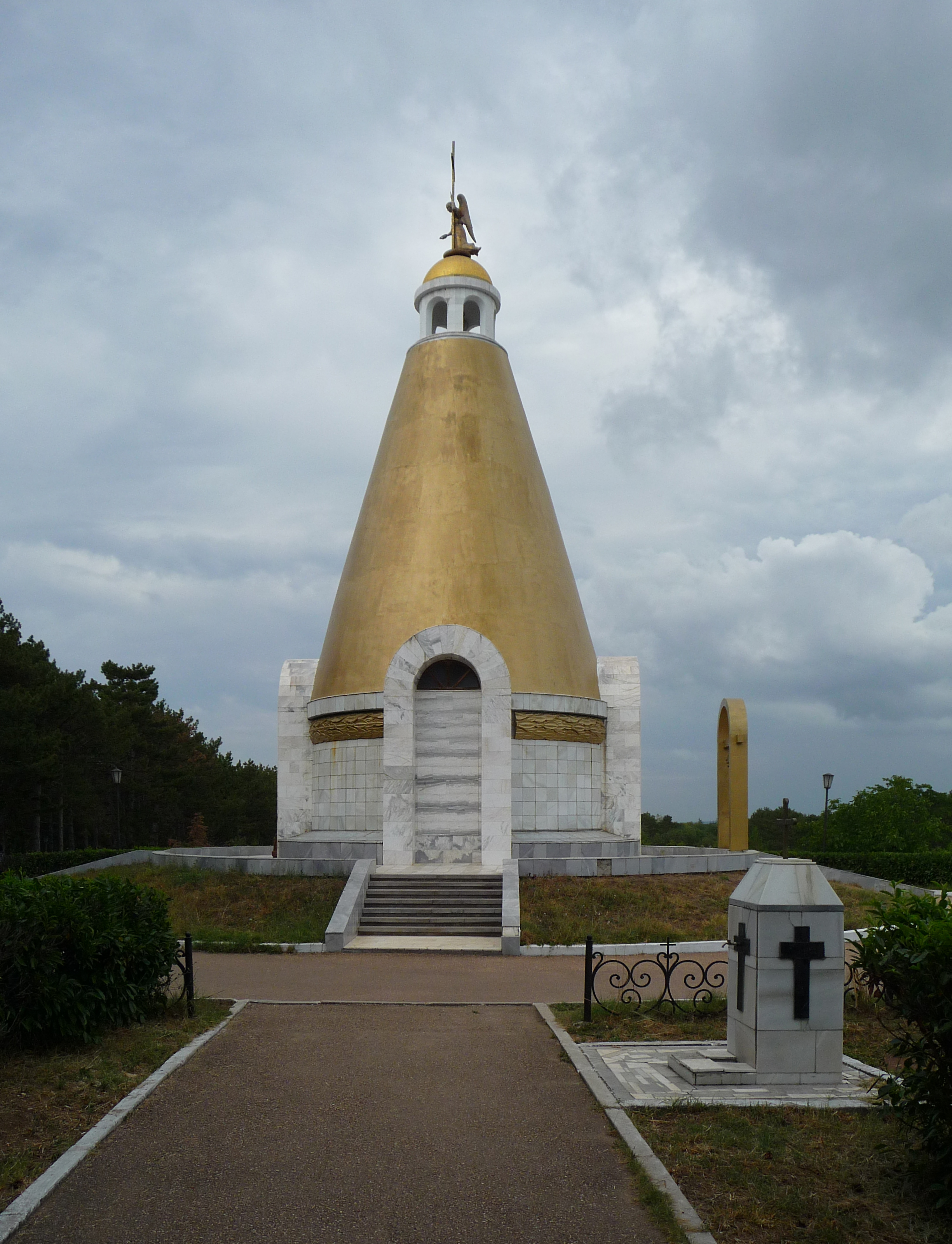
Mémorial du mont Sapoun.

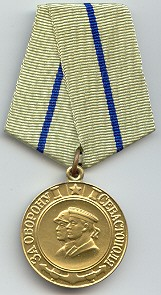
52540 soldats et civils soviétiques se virent décerner cette médaille (Pour la Défense de Sébastopol), établie le 22 décembre 1942 par décret du Præsidium du Soviet suprême.

Bien que l'opération soit un succès, elle prend beaucoup plus de temps que prévu dans la planification allemande. L'opération Fall Blau, la progression du groupe d'armées Sud vers Stalingrad et le Caucase ne fait que commencer, et l'offensive allemande en direction de Stalingrad ne peut alors bénéficier du soutien de la 11e armée allemande. Au lieu d'avoir la 11e armée pour l'aider dans sa quête pour capturer Stalingrad la 6e armée allemande de Friedrich Paulus se voit privée, dès le début de la campagne, de ce soutien crucial, contribuant finalement à sa défaite.
De plus, les pertes allemandes pour prendre la ville ont été très élevées.